# Volker Kluwe

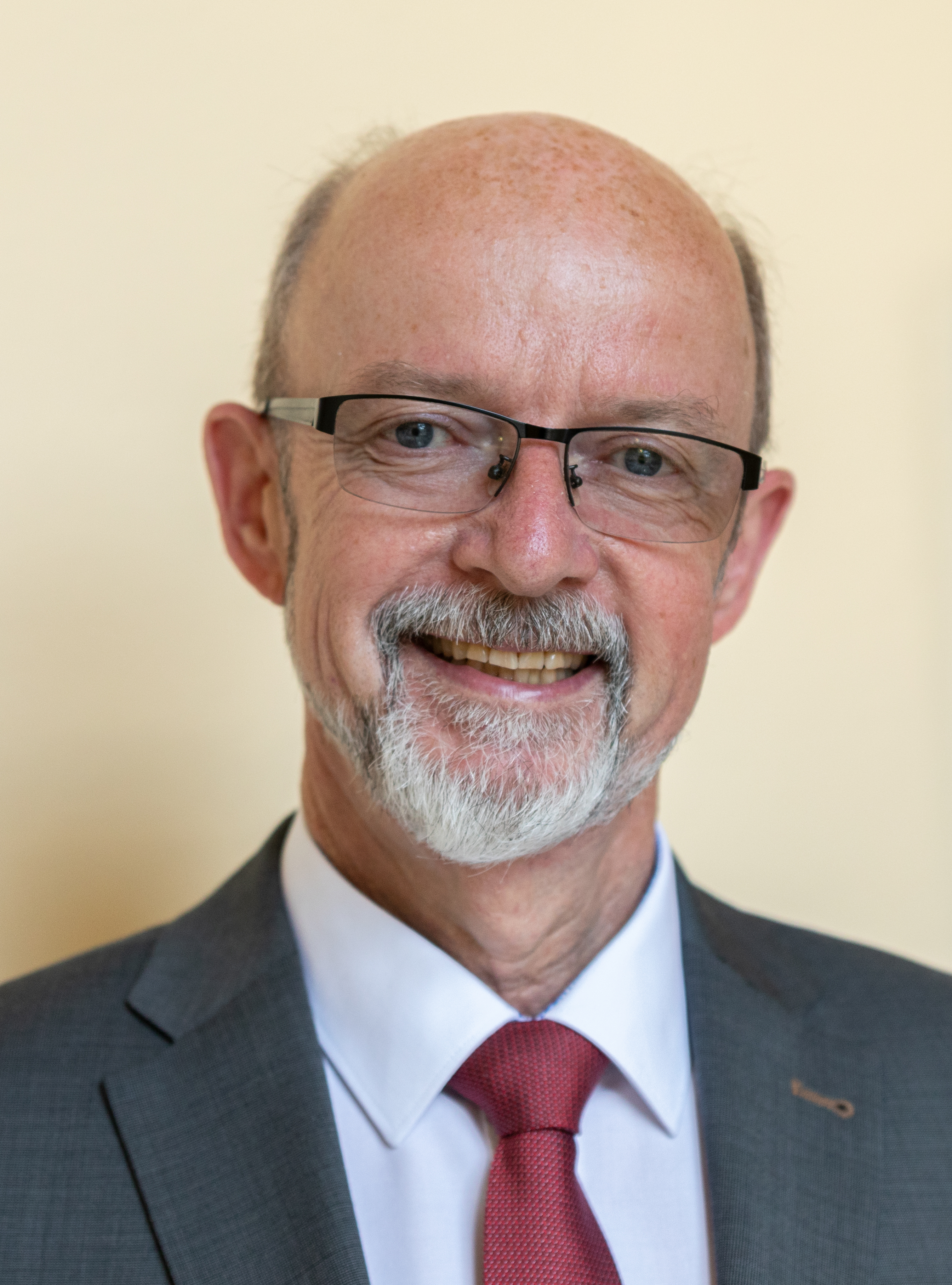
Volker Kluwe, 2020

Volker Kluwe (* 1956 in Salzgitter) ist ein pensionierter deutscher Kriminalpolizist. Er war von 2013 bis 2023 Polizeipräsident der Polizeidirektion Hannover.

## Leben

### Werdegang
Volker Kluwe trat nach dem Abitur 1975 als Kriminalbeamter in den Polizeidienst des Bundeslandes Niedersachsen ein. Er versah seinen Dienst in Braunschweig, Salzgitter, Delmenhorst und Hannover in verschiedenen kriminalpolizeilichen Ermittlungsbereichen, teilweise auch im Stab der Polizeidirektion Hannover. 1986 begann er in der westfälischen Stadt Münster ein Studium für den höheren Polizeivollzugsdienst an der damaligen Polizeiführungsakademie, der heutigen Deutschen Hochschule der Polizei.
Zurück in Niedersachsen, leitete Kluwe von 1988 bis 1999 mehrere Polizeidienststellen, bevor er im Jahr 2000 zunächst Referent für die „Internationale polizeiliche Zusammenarbeit“ wurde. Anschließend wurde er in das Niedersächsische Innenministerium berufen, wo er für „Strategie und Organisation der Polizei“ zuständig war. Vier Jahre lang vertrat er dann mit Mandat des Bundesrates in Brüssel die deutschen Bundesländer in Fragen der Organisierten Kriminalität bei der Europäischen Union.
Von 2005 bis 2011 leitete Volker Kluwe beim Landeskriminalamt Niedersachsen (LKA) anfänglich die Abteilung „Organisierte Kriminalität“, bevor er zum Vizepräsidenten des LKA berufen wurde. Im Dezember 2011 übernahm Kluwe die Stellung als Landespolizeidirektor und wurde gleichzeitig stellvertretender Abteilungsleiter im Niedersächsischen Innenministerium.

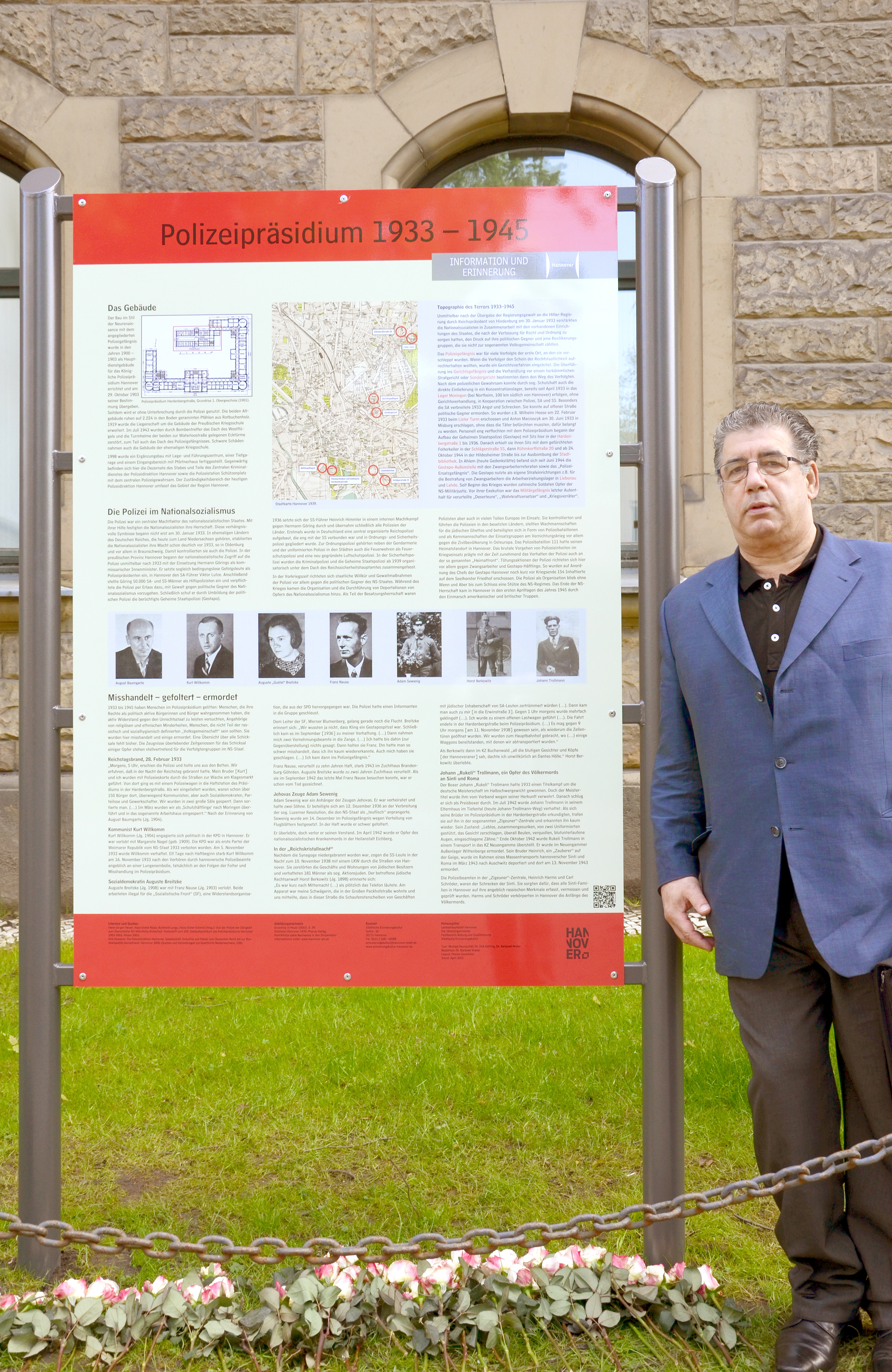
Oswald Marschall, leitender Referent vom Zentralrat Deutscher Sinti und Roma in Heidelberg, hier vor der am 4. Mai 2015 enthüllten Erinnerungs- und Gedenktafel vor dem Hauptgebäude der Polizeidirektion Hannover

Seit dem 10. April 2013 leitete Volker Kluwe als Polizeipräsident die Polizeidirektion Hannover. Ende März 2023 ging er in den Ruhestand.
Anfang Mai 2015 enthüllte Kluwe neben dem früheren Haupteingang der Polizeidirektion in der Hardenbergstraße gemeinsam mit Hannovers Bürgermeister Thomas Hermann eine Informations- und Gedenktafel, die an die Verbrechen der Polizei während der Zeit des Nationalsozialismus erinnert. Nach der Enthüllung der Tafel, die 2013 vom hannoverschen Forum für Sinti und Roma initiiert worden war, wurde im Gebäude an der Waterloostraße die bis zum 14. Juni 2015 konzipierte Wanderausstellung Ordnung und Vernichtung. Die Polizei im NS-Staat eröffnet.

### Sonstiges
Volker Kluwe war als Polizeipräsident gleichzeitig Präsident des Polizei-Sportvereins Hannover. Er ist verheiratet und hat eine erwachsene Tochter.